# آوای وحش (فیلم ۱۹۰۸)
آوای وحش (انگلیسی: The Call of the Wild) یک فیلم کوتاه صامت و ماجراجویی به کارگردانی دی. دبلیو. گریفیث است که در سال ۱۹۰۸ منتشر شد.
با وجود شباهت ظاهری در عنوان، این فیلم هیچ ارتباطی به رمان مشهور آوای وحش اثر جک لندن ندارد.
کتابخانه کنگره این فیلم را به صورت پرینت‌های کاغذی، حفظ و نگهداری کرده‌است.

## بازیگران
- فلورنس لورنس
- جورج گبهارت
- آرتور وی جانسون
- کلیر مکداول
- مک سنت
- چارلز اینسلی
- هری سالتر
- چارلز گورمن